# Bettna församling
Bettna församling är en församling i Bettna pastorat i Oppunda och Villåttinge kontrakt i Strängnäs stift. Församlingen ligger i Flens kommun i Södermanlands län.

## Administrativ historik
Församlingen har medeltida ursprung och utgjorde till 1 augusti 1937 ett eget pastorat. Från 1 augusti 1937 till 1962 var den moderförsamling i pastoratet Bettna, Vrena och Halla, från 1962 till 1977 moderförsamling i pastoratet Bettna, Vrena och Husby-Oppunda och från 1977 till 2010 moderförsamling i pastoratet Bettna, Årdala, Forssa, Vadsbro och Blacksta. Församlingens område utökades 2010 när den slogs samman med Årdala, Forssa, Blacksta och Vadsbro församlingar.

## Kyrkor
- Bettna kyrka
- Blacksta kyrka
- Forssa kyrka
- Vadsbro kyrka
- Årdala kyrka